# Maison-musée Isaac Levitan (Plios)
La Maison-musée Isaac Levitan (en russe : Дом-музей Исаака Ильича Левитана, ) est un musée consacré au peintre russe Isaac Levitan. Il est situé dans la ville de Plios, dans l'Oblast d'Ivanovo. C'est un des sites du Musée-réserve de l'État d'histoire, d'architecture et de peinture de Plios. 

## Histoire
Le musée se trouve dans la maison même du marchand Solodovnikov, dans laquelle l'artiste vivait quand il visitait Plios. Ses premières visites remontent au printemps 1888 en compagnie de ses amis artistes Sofia Kouvchinnikova et Alexeï Stepanov. Levitan voyage dans la région de la Haute-Volga, en bateau, à la recherche de sites intéressants pour ses études. Il retourne ensuite deux fois à Plios, en 1889 et en 1890. Il y réside en permanence durant un an et demi, du printemps jusqu'à l'automne suivant. Durant cette période, il réalise environ deux cents œuvres. Au début d'après nature puis de mémoire : une vingtaine de tableaux et un grand nombre d'études qui selon l'avis de Mikhaïl Nesterov: « forment la base de la renommée actuelle de Levitan » .
Le musée est inauguré le 25 août 1972 sur les bords de la Volga, dans la maison même de Levitan. En 1974, une statue en l'honneur du peintre est installée à côté du musée due au sculpteur Nikolaï Dydykine. 
C'est en 1980 que le conseil des ministres de la République socialiste fédérative soviétique de Russie décide de créer le musée-réserve d'histoire et d'architecture de Plios. 

## Description
Plusieurs salles du musée reconstituent, à travers le mobilier et la décoration, la vie quotidienne de l'artiste et de ses proches pendant leurs séjours à Plios.

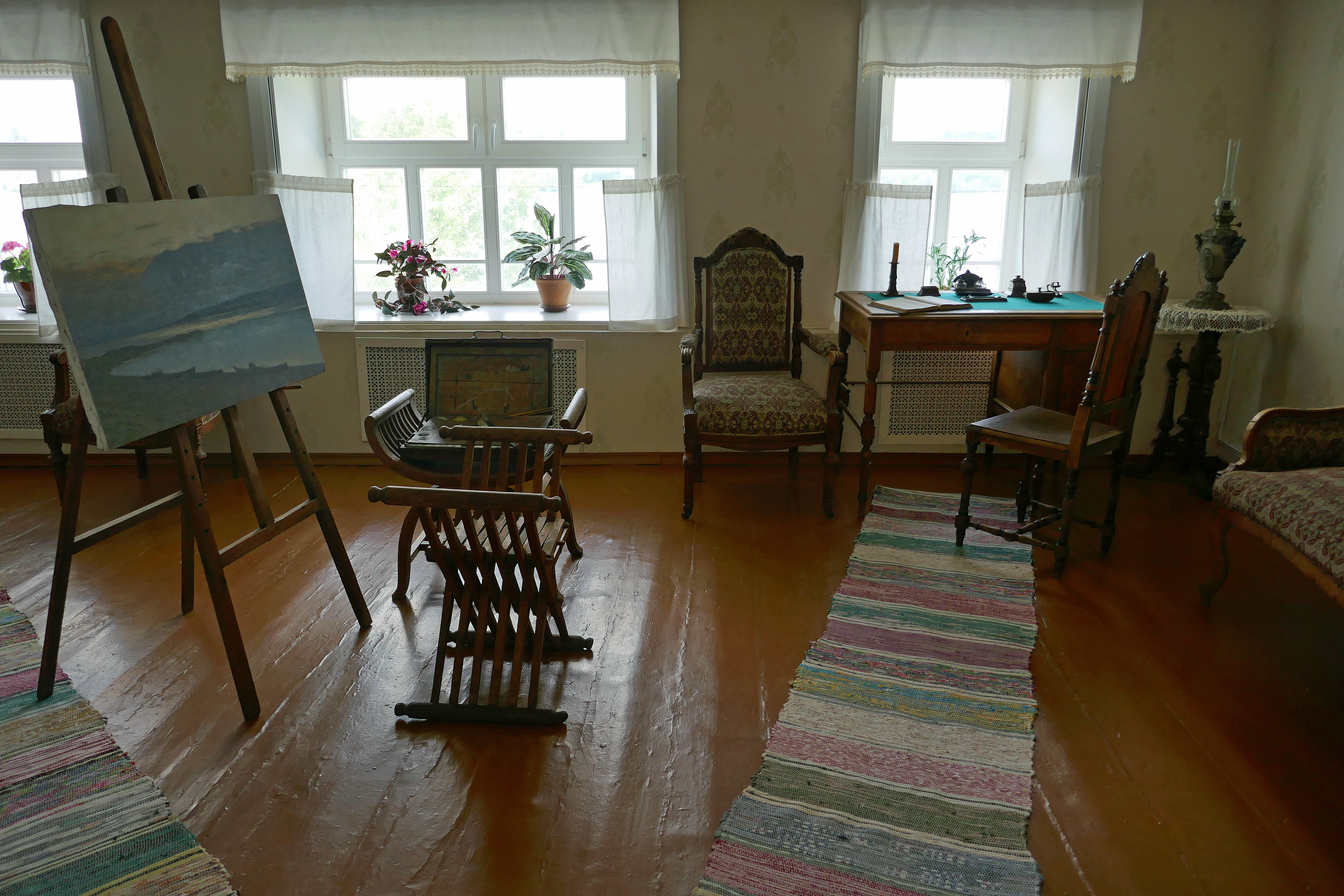
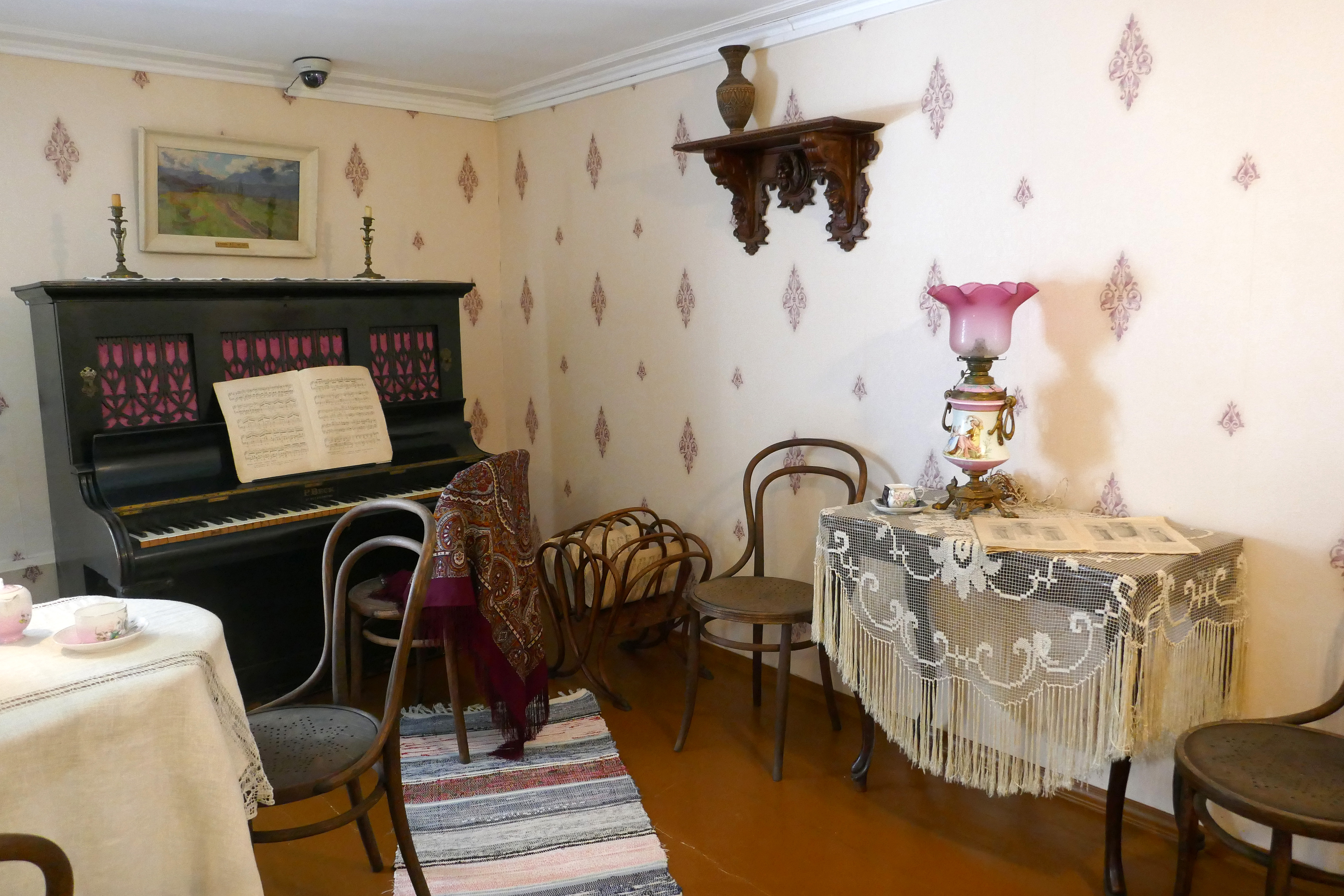
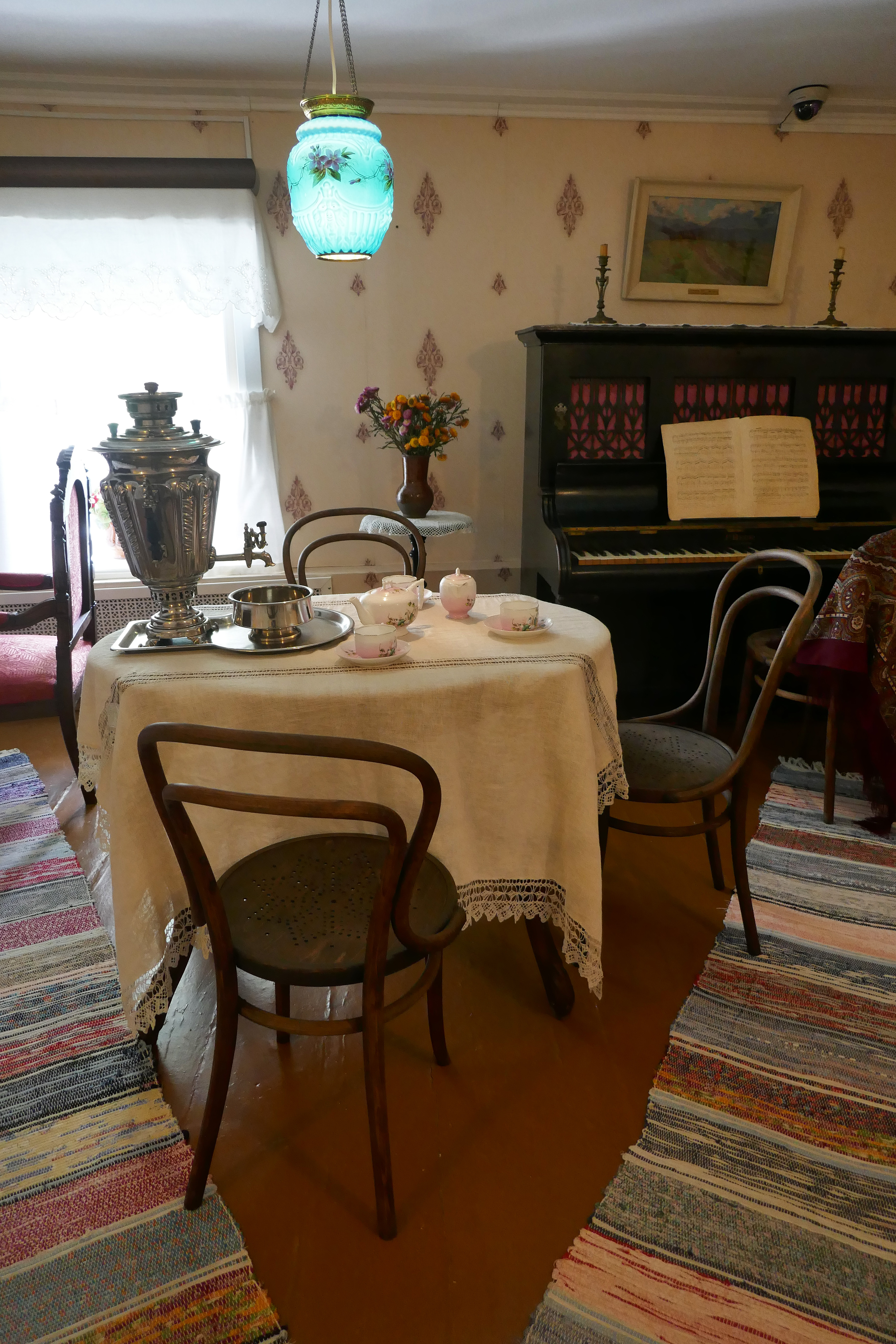
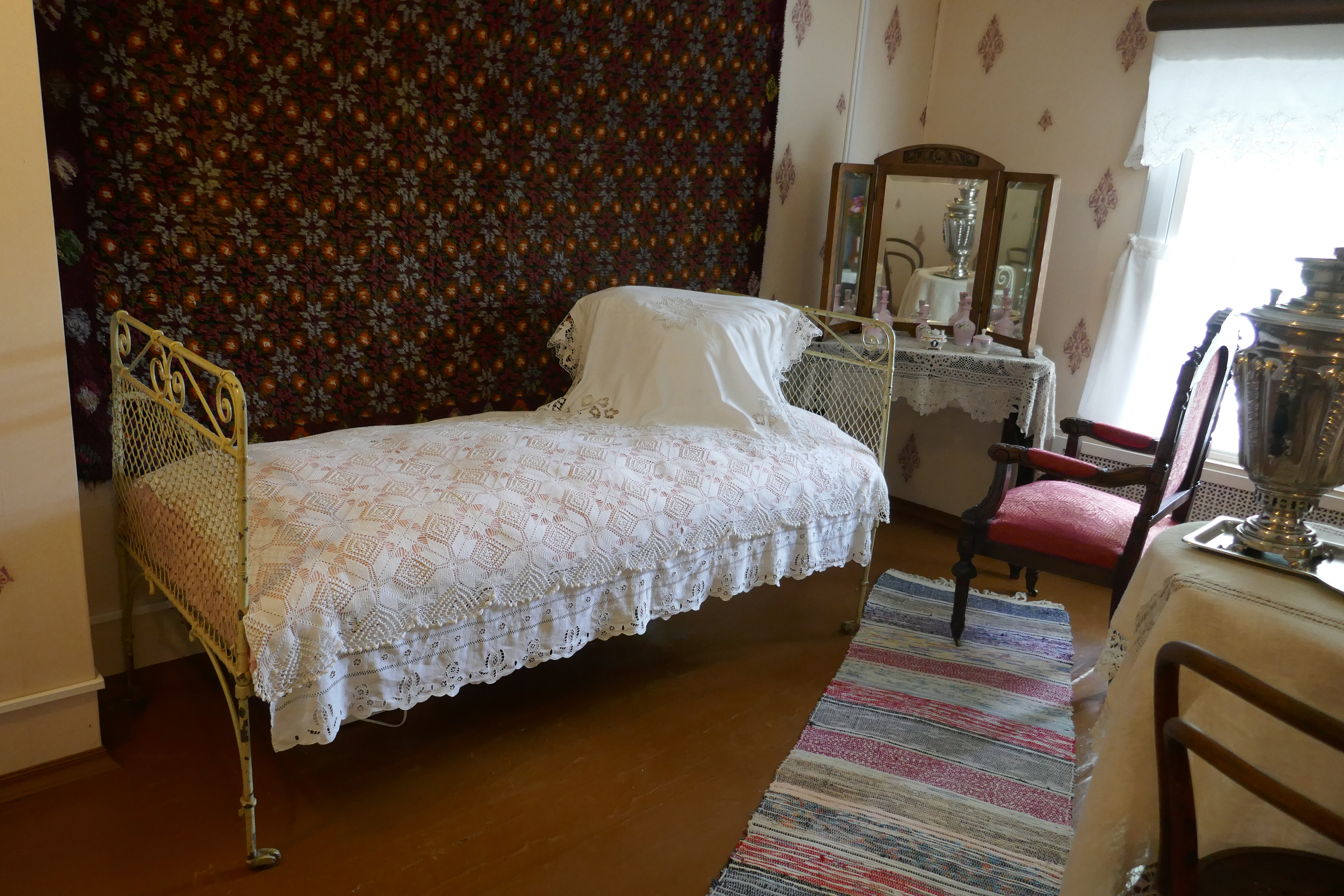
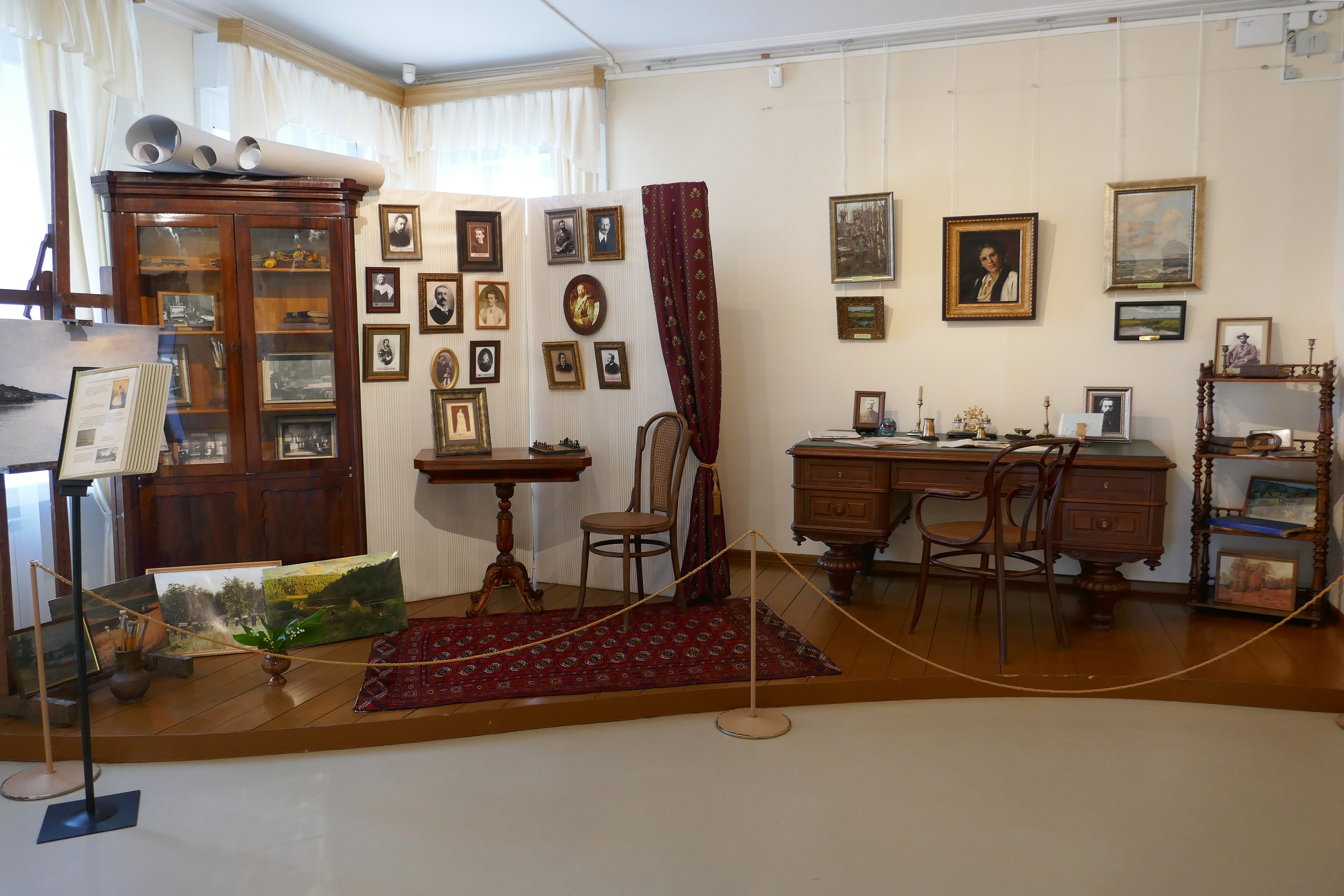

## Œuvres exposées au musée
Le musée présente une série de tableaux de Levitan, mais aussi ceux de sa maîtresse Sofia Kouvchinnikova, de leurs amis Vassili Polenov, Alexeï Savrassov, Ivan Chichkine, Alexeï Stepanov, et d'autres encore. 

Œuvres d'Isaac Levitan
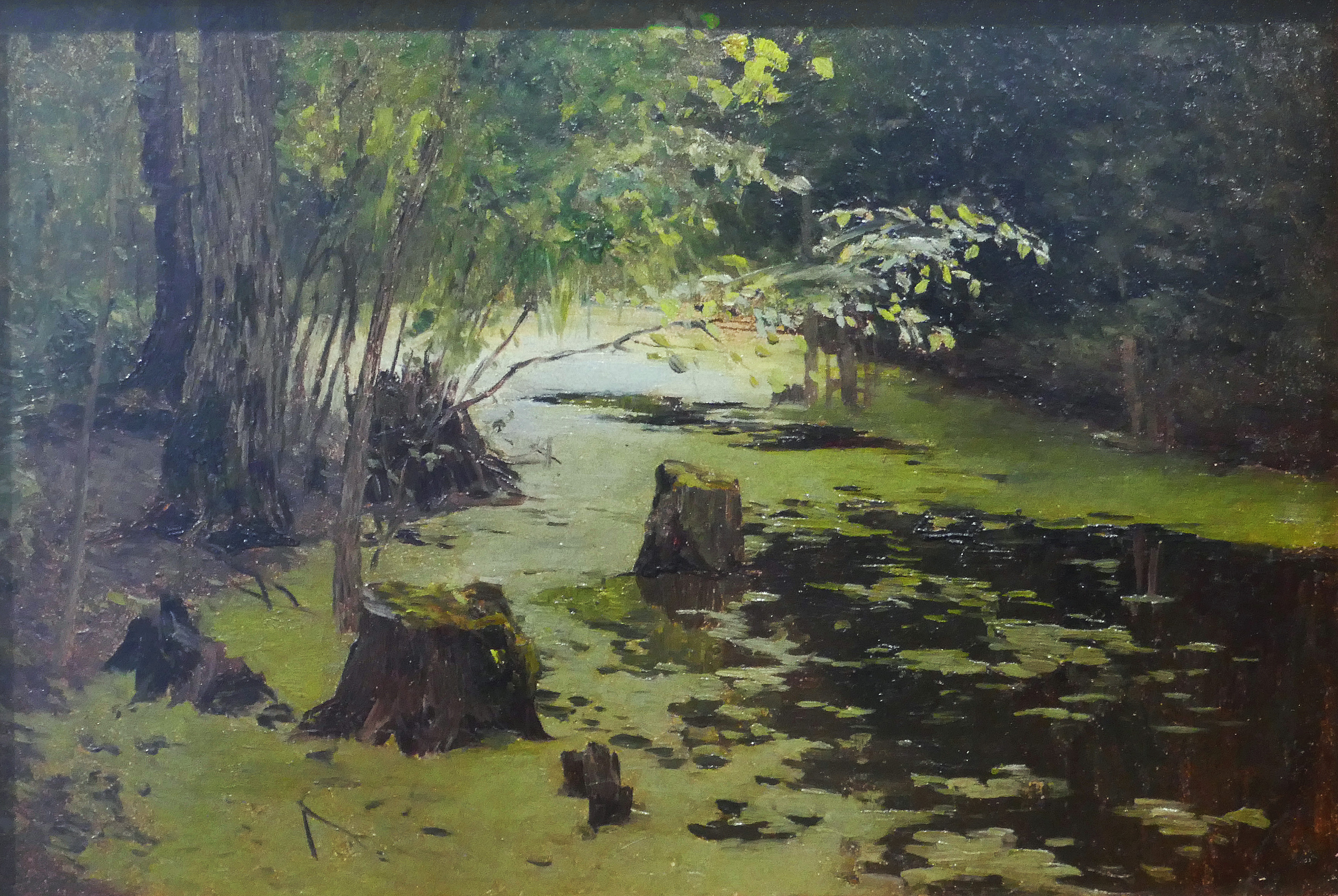
Petite mare (années 1880)
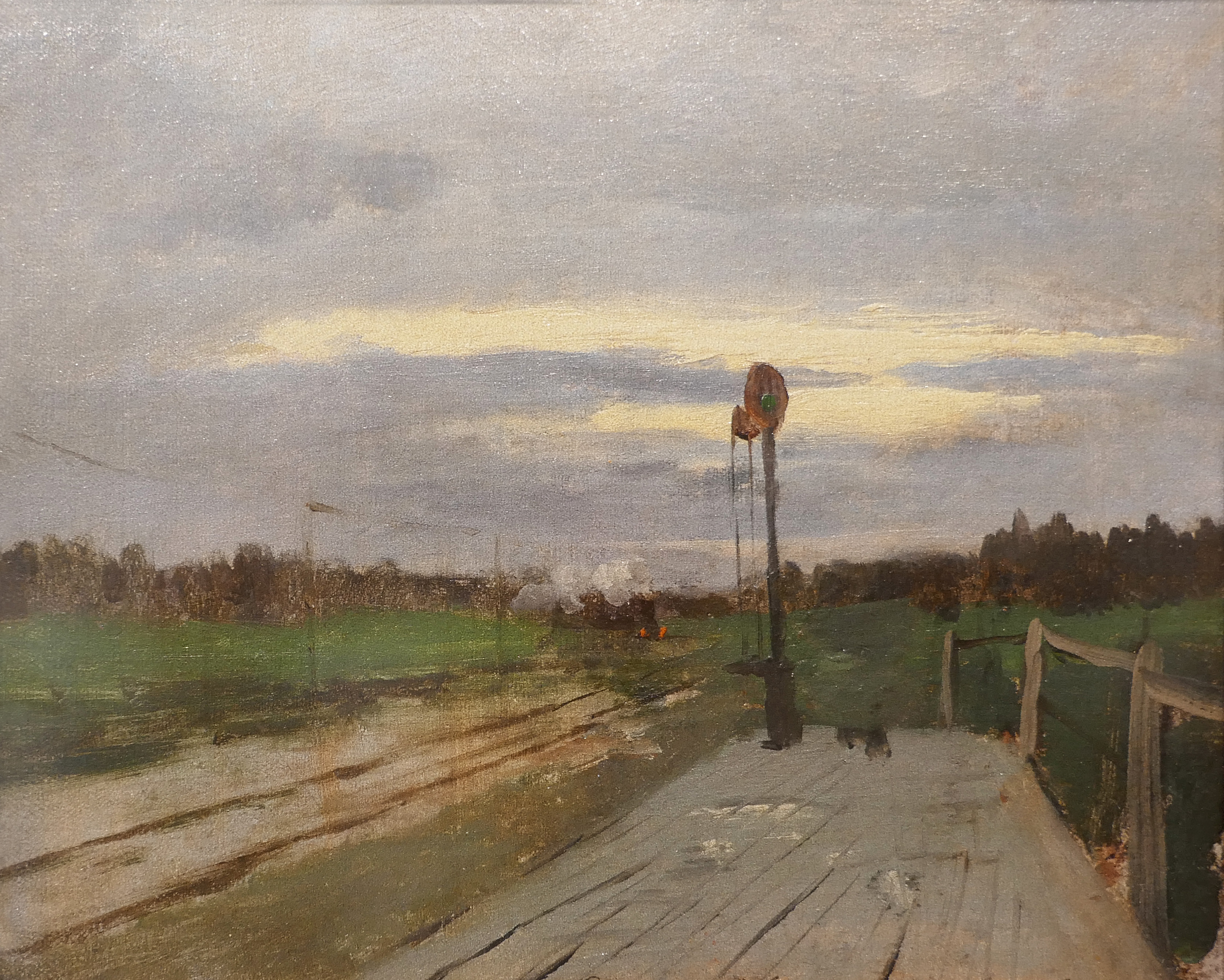
L'arrêt (1880)
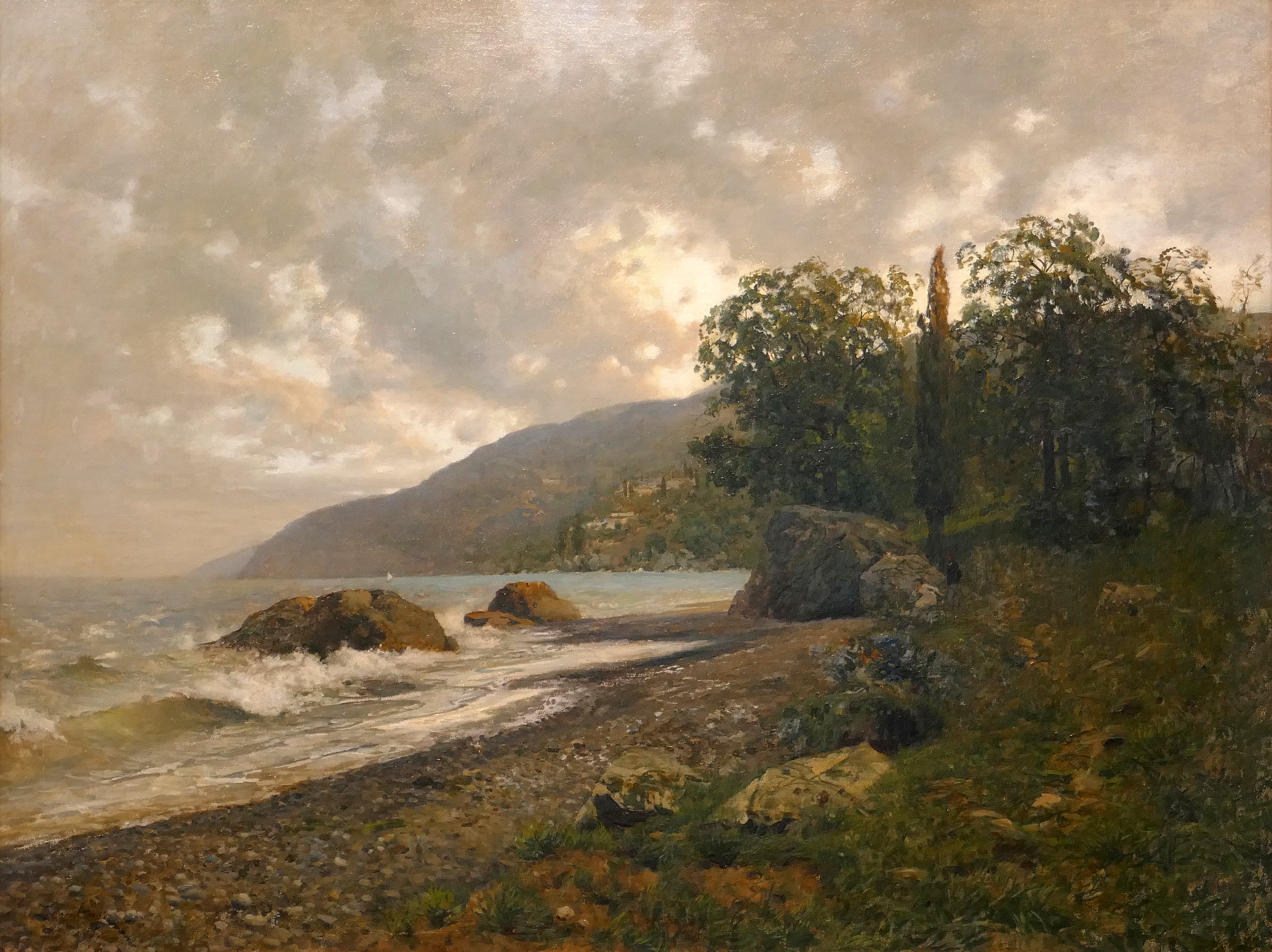
Paysage de Crimée (1887)
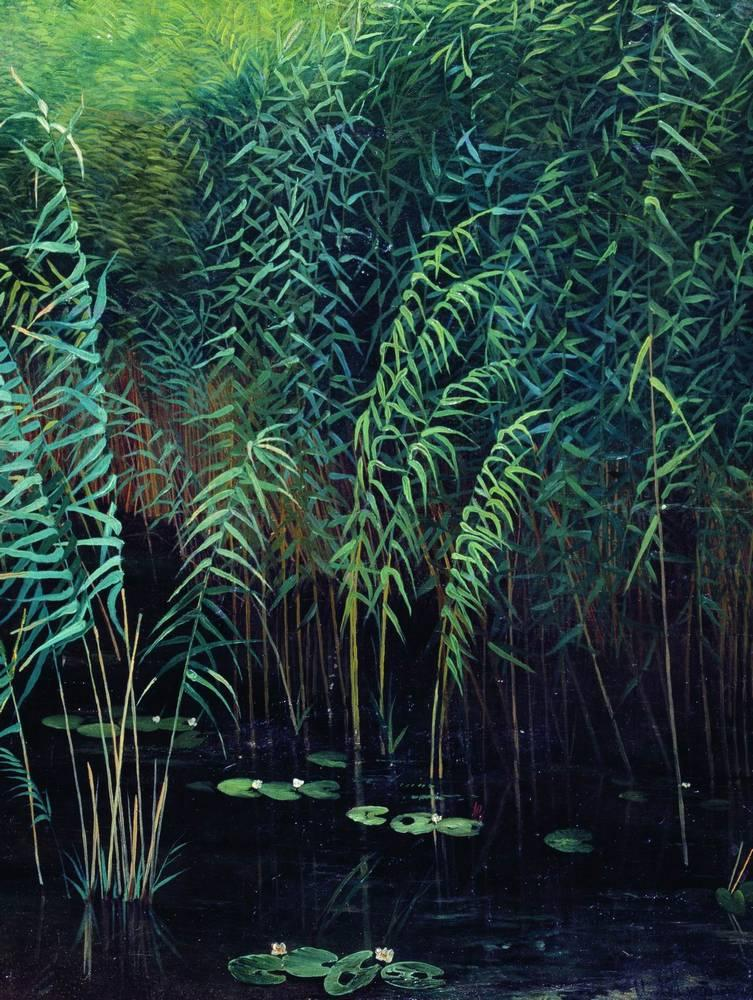
Roseaux et nénuphars (1889)
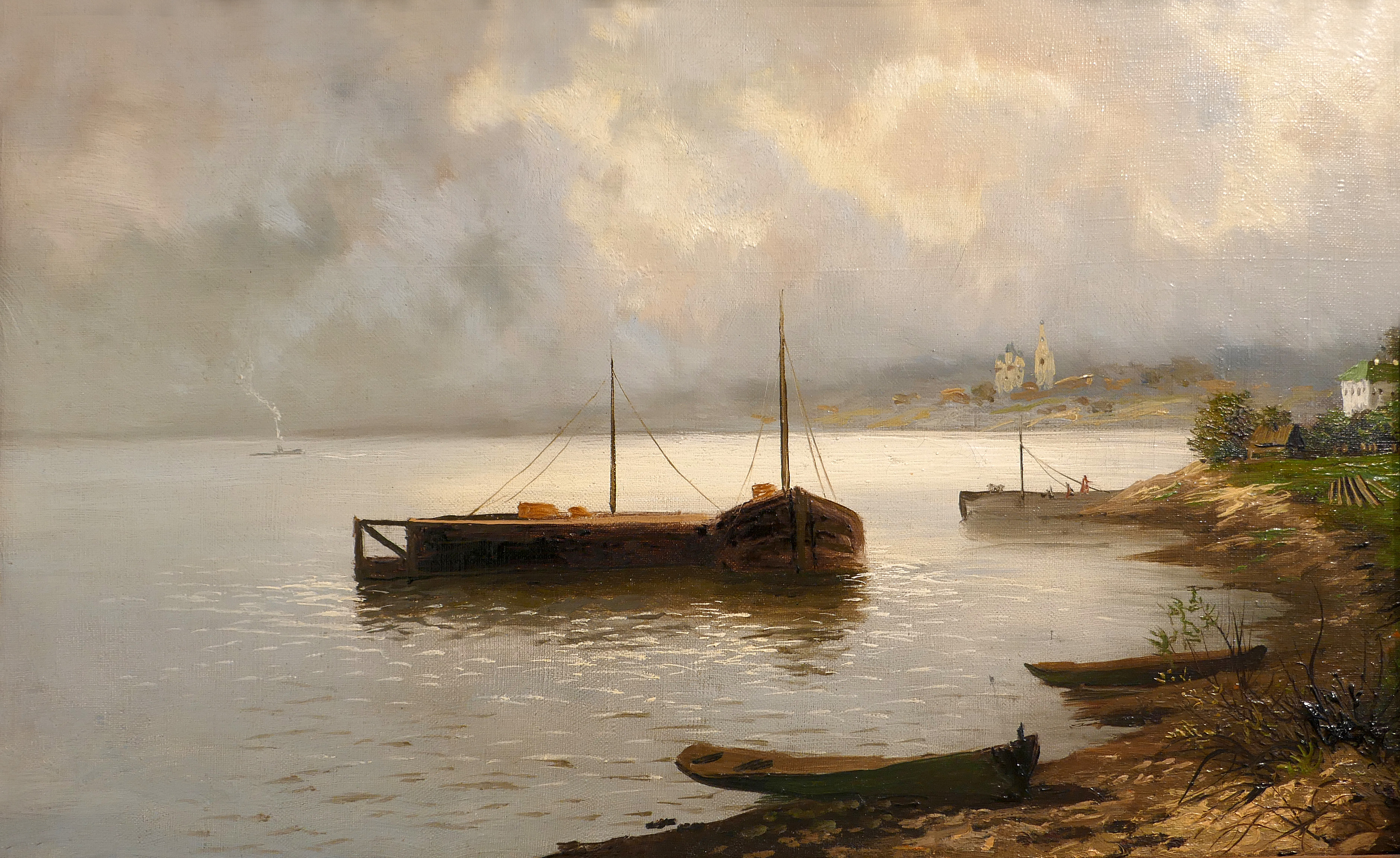
La Volga (1889)

Sofia Kouvchinnikova
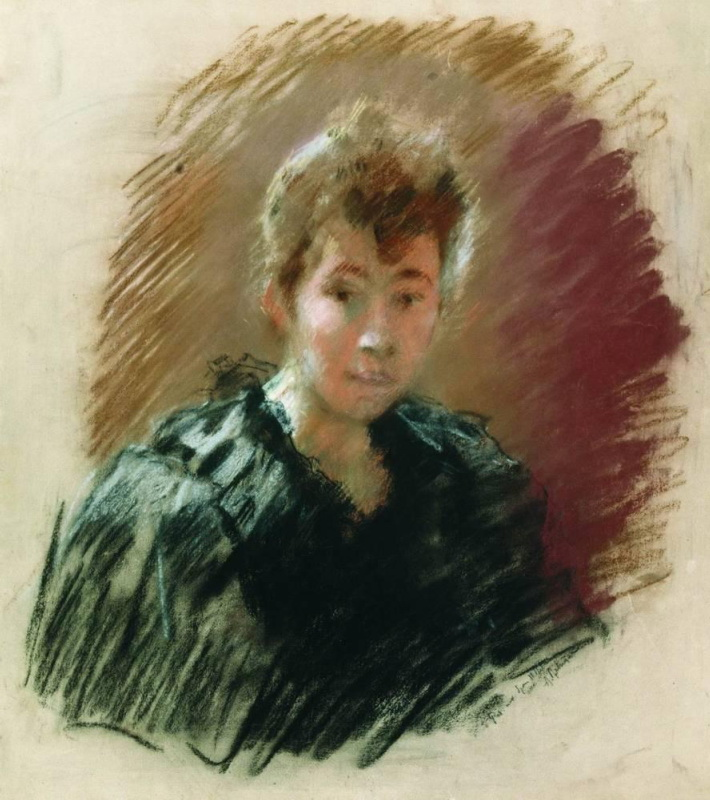
Portrait de Sofia Kouvchinnikova (1894) par I. Levitan
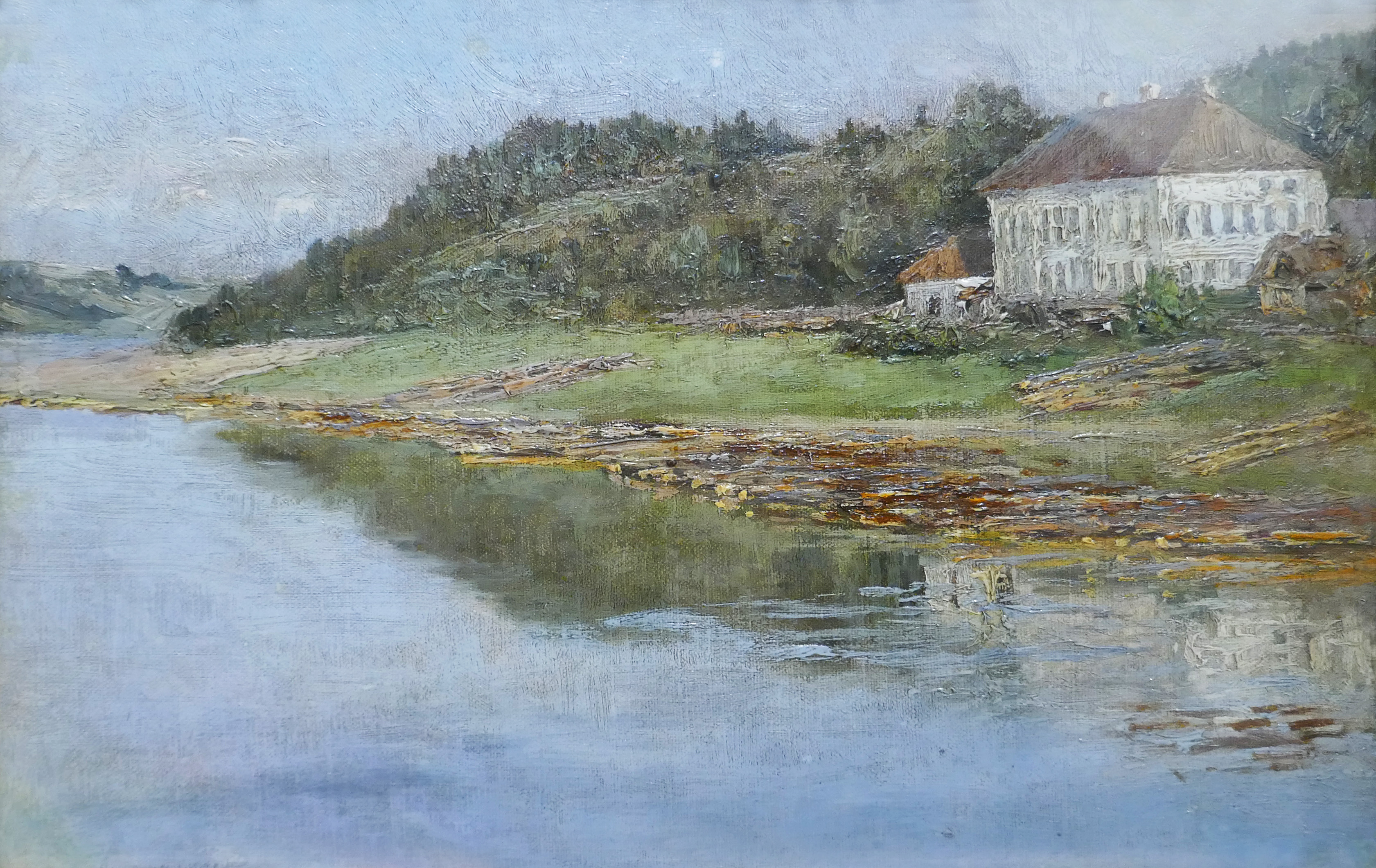
Plios (1895) par S. Kouvchinnikova
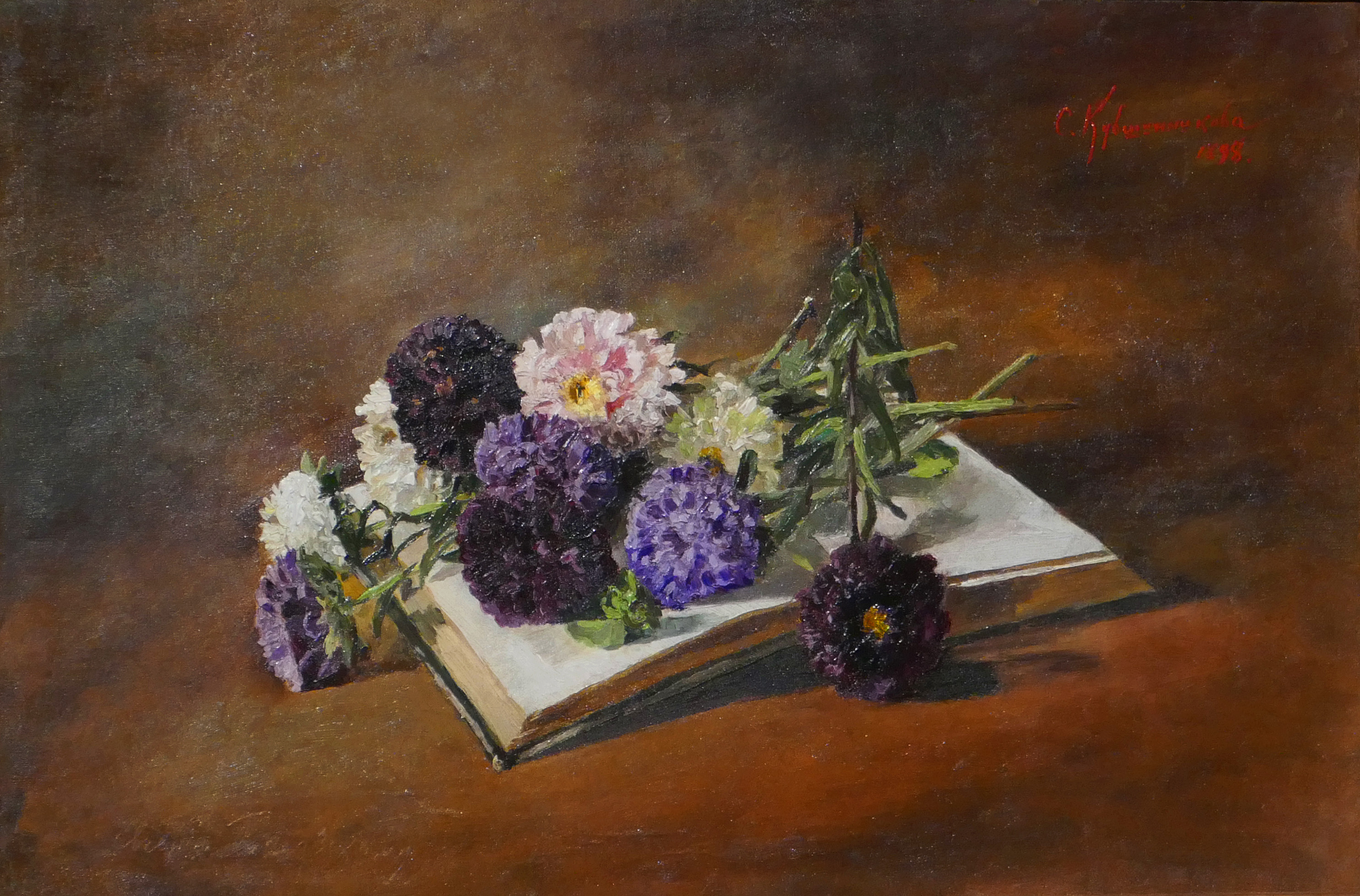
La sagesse et la beauté (1898) par S. Kouvchinnikova

En août 2014, cinq tableaux ont été volés au musée, dont les fenêtres n'étaient pas protégées. Dérobées par trois individus déjà impliqués dans plusieurs autres affaires criminelles, toutes les œuvres ont été retrouvées fin 2016. La restitution des tableaux au musée en mai 2017 a été marquée par une petite cérémonie.